# Ян Юйтин
Ян Юйтин (кит. 杨宇霆; 1886 — 10 января 1929) — один из руководителей Фэнтяньской клики в период эры милитаристов в Китае. Второе имя (цзы) — Линьгэ (кит. 邻葛). Родился в уезде Факу провинции Фэнтянь (ныне — в составе провинции Ляонин). Окончил Военную академию Императорской армии Японии. После возвращения в Китай получил должность сотника в чанчуньской 23-й дивизии.
Впоследствии занимал начальника штаба Фэнтяньской армии, генерального инспектора подготовки войск Северо-Восточной армии, начальника арсенала трёх провинций Северо-Востока, командующего 3-м и 4-м корпусами Фэнтянской армии, военным губернатором Цзянсу. После гибели главнокомандующего Фэньтяньской кликой Чжан Цзолиня в Хуангутуньском инциденте пытался захватить военно-политическую власть на Северо-востоке, отказался от участия в совместном фотографировании в день церемонии смены флагов.
10 января 1929 года потребовал от сына и преемника Чжан Цзолиня — Чжан Сюэляна создать канцелярию военного губернатора железных дорог Северо-востока, на что Чжан Сюэлян ответил, что «обсудит это с ним за ужином», а затем вызвал к себе начальника Полицейского управления Гао Цзии. Вечером Ян Юйтин и губернатор провинции Хэйлунцзян Чан Инькуй были расстреляны 6 гвардейцами под командованием Гао Цзии и Тань Хая в Тигровой гостиной резиденции Чжан Сюэляна. После этого инцидента родился каламбур «Ян и Чан ушли, ушли как ни в чём не бывало».